# George Owu
George Owu (Acra, 7 de julho de 1982) é um futebolista ganês que atua como goleiro. Atualmente, joga no El-Masry, do Egito.

## Carreira
Owu representou a Seleção Ganesa de Futebol nas Olimpíadas de 2004 e a Copa do Mundo de 2006.